# Kоsmos 260
Kosmos 260 foi a designação técnica de uma missão espacial do programa Molniya lançada em 16 de Dezembro de 1968, cuja missão original não teve sucesso, pois o satélite não atingiu a órbita pretendida e acabou reentreando em 09 de Julho de 1973.